# Xã Fieldon, Quận Watonwan, Minnesota
Xã Fieldon (tiếng Anh: Fieldon Township) là một xã thuộc quận Watonwan, tiểu bang Minnesota, Hoa Kỳ. Năm 2010, dân số của xã này là 209 người.